# Wolfgang Schumann (Schriftsteller)
Wolfgang Schumann (* 22. August 1887 in Dresden; † 22. April 1964 in Freital) war ein deutscher Schriftsteller und Journalist.

## Leben und Wirken
Wolfgang Schumann war der Sohn bzw. Stiefsohn der Dürerbundgründer Paul Schumann bzw. Ferdinand Avenarius. Seine Mutter, Elsbeth geb. Doehn, hatte sich von Paul Schumann scheiden lassen und 1894 Avenarius geheiratet. Deren Vater, Rudolf Doehn, war ein deutsch-amerikanischer Schriftsteller und zeitweilig Abgeordneter in Missouri.
Schumann studierte ab 1905 Kunstgeschichte, Medizin, Psychologie, Soziologie, Philosophie und Philologie in Dresden, Berlin und München und war Referent beim Dresdner Anzeiger. Der Dürerbund-Stipendiat Karl Hanusch erteilte ihm Unterricht im  Zeichnen. 1908 wurde er Redakteur des Literaturteils beim Kunstwart. Beim Dürerbund leitete er den Literarischen Ratgeber und den Literarischen Jahresbericht. Im Jahre 1912 heiratete er die Übersetzerin und Schriftstellerin Luise Eva Feine.
1918 trat Schumann der SPD bei. Er hatte in dieser Zeit enge Beziehungen zu Otto Neurath, den er 1908 in Wien erstmals getroffen hatte. Neurath zählte zu den regelmäßigen Autoren des Dürerbundes und beeinflusste Schumanns philosophische Ansichten entscheidend. Gemeinsam mit dem Chemnitzer Hermann Kranold entwickelte er ein Programm zur Sozialisierung in Bayern und Sachsen. Schumann wurde von Neurath als Verantwortlicher für Presse und Öffentlichkeitsarbeit im Zentralwirtschaftsamt der Münchner Räterepublik nominiert. In Leipzig war Schumann Generalsekretär des Kriegswirtschafts-Museums unter Neurath und in Dresden Redakteur der Dresdner Volkszeitung (1922–1933), Mitbegründer und Dozent an der Volkshochschule sowie 2. Vorsitzender und Redakteur bei der Volksbühne.
1923 gab Schumann eine Sammlung von Texten des ermordeten Reichsministers Walther Rathenau heraus.
1924/25 übernahm er die Leitung des Kunstwarts und als 1. Schriftführer des von seinem Vater, Paul Schumann, nominell geleiteten Dürerbundes dessen intellektuelle Führung. Die Folgen des Ersten Weltkriegs, wirtschaftliche Krisen, aber auch Schumanns glückloses Agieren führten zu einem Abstieg von Kunstwart und Dürerbund. Schumanns hochliterarischer Anspruch überforderte teilweise die Leserschaft, mit seiner Linksorientierung geriet er in Konflikt mit Paul Schultze-Naumburg. 1926 wurde er vom Callwey Verlag München aus der Leitung des Kunstwarts entlassen. Schumann gehörte zu den Förderern von Hermann Häfker und warnte als Rundfunkredakteur eindringlich vor dem aufkommenden Nationalsozialismus.
Nach der Machtübergabe an die Nationalsozialisten emigrierte das Ehepaar Schumann zeitweilig nach Prag, Paris und London. Sie hielten sich danach längere Zeit bei der befreundeten Marianne Bruns in Breslau auf. Schumann hatte Schreibverbot erhalten, konnte aber aus der Vermietung des vom Stiefvater geerbten Dürerbundhauses und der unmittelbar benachbarten eigenen Villa in der Heinrich-Schütz-Straße Einnahmen erzielen. Kurz vor Kriegsende kehrte das Ehepaar nach Blasewitz zurück, doch wurde ihr Zuhause, eine von Schilling & Graebner erbaute Villa in der Ferdinand-Avenarius-Straße, am 13. Februar 1945 bei dem Luftangriff auf Dresden zerstört. Sie fanden Aufnahme beim befreundeten Karl Hanusch in Freital.
Von 1945 bis 1947 war Schumann Intendant des Schauspielhauses im Plauenschen Grund in Potschappel, eines der ersten Nachkriegstheater im Dresdner Raum. Eva Schumann wurde in Freital zur Ehrenbürgerin ernannt.

## Werke
- Das Schrifttum der Gegenwart und der Krieg, Flugschrift des Dürerbundes 137, München: Callwey, 1915
- Unser Deutschtum und der Fall Spitteler: Belege und Betrachtungen, Flugschrift zur Ausdruckskultur 135, München: Callwey, 1915
- Reform und Sozialisierung der Tagespresse, Flugschrift des Dürerbundes 183, München: Callwey, 1919
- Über den Dürerbund; Bemerkungen über Geschichte, Wesen u. Aufgabe d. Dürerbundes, München: Callwey, 1919
- Zur Volkshochschulfrage: Bemerkungen und Vorschläge vornehmlich über städtische Volkshochschuleinrichtungen nebst e. krit. Übers. über d. neuere Literatur, Flugschrift des Dürerbundes 184, München: Callwey, 1921
- mit Karl Hanusch: Von Brueghel zu Rousseau. Einführung in die Kunst der Zeit. München: Callwey, 1923
- Die Wissenschaft: eine Betrachtung ihres Wesens und ihrer Sendung. München: Callwey, 1923
- Schauspielkunst und Schauspieler, Flugschriften des Dürerbundes 200, München: Callwey, 1926
- Geschlechtlichkeit und Liebe, Kunstwart-Bücherei 50, München: Callwey, 1928
- Geschlechtlichkeit und Liebe: Betrachtungen zu Lebensfragen. Zürich: A. Müller, 1944
- Lebenslang nach Heimat sehnt sich jeder Mensch. Dresden: Meinhold Verlagsges., 1944
- Vom Glück im Leben: Brevier der Lebenskunst als Helfer im Lebenskampf. Zürich; Rüschlikon, 1950
- Flammende Insel im Ozean: Ein biographischer Roman um Toussaint l'Ouverture. Leipzig: List, 1953
- Stern aus der Tiefe: Ein Spartacus Roman. Wien: Die Buchgemeinde, 1959

## Herausgeber
- Walther Rathenau: Kunstphilosophie und Ästhetik. Zusammengestellt und eingeleitet von Wolfgang Schumann. München: Callwey, 1923.